# Pablo Osvaldo Apella
Pablo Osvaldo Apella (11 de enero de 1926 - 24 de noviembre de 2019) fue un militar argentino que sirvió como oficial superior en el Proceso de Reorganización Nacional.

## Biografía
Tras culminar con sus estudios de educación secundaria, el biografiado ingresó como cadete de la Escuela de Aviación Militar el 1 de marzo de 1945. El 13 de diciembre de 1948 egresó como alférez del escalafón aire, con orden de mérito 13 sobre un total de 132 cadetes egresados de la promoción 14° de la mencionada institución aeronáutica militar. Entre sus compañeros de promoción se destacan los alféreces José María Romero y José Miret.
Durante el golpe de Estado en Argentina del 24 de marzo de 1976, la Junta Militar designó al brigadier Apella delegado en el Ministerio de Defensa, a fin de llenar el vacío dejado por el derrocado gabinete de Argentina.
En abril de 1976 dejó de ser subjefe del Estado Mayor Conjunto de las Fuerzas Armadas. Luego, siendo brigadier mayor, se desempeñó como comandante del Estado Mayor Conjunto, desde el 15 de diciembre de 1977 hasta el 24 de enero de 1979.
En 1978 fue presidente de la delegación argentina de la primera comisión designada por el acuerdo de Puerto Montt —entre Augusto Pinochet y Jorge Rafael Videla—, durante la crisis sostenida entre Argentina y Chile en ese año.
El biografiado falleció el 24 de noviembre de 2019. Manifestó su pesar la Asociación de Pilotos de Caza a la que él pertenecía.